# ペペロンチーニ

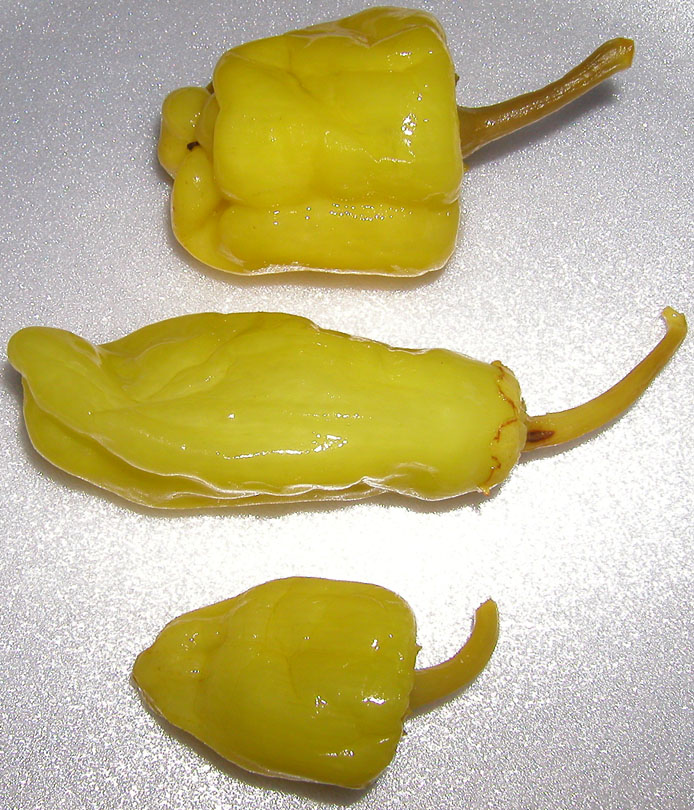
酢漬けのペペロンチーニ

ペペロンチーニ(Peperoncini)は、トウガラシの変種の1つである。アメリカ英語ではPeperonciniと呼ばれるが、イタリアでは他の甘いトウガラシの変種とともにpeperoneと呼ばれ、Peperonciniは辛い変種を指す。ギリシア産のものは、トスカーナ州で栽培されるイタリア産のものよりも甘く苦味が少ない。ペペロンチーニの辛さはマイルドで、僅かな苦味がある。酢漬けにしてビン詰めで販売される。

## 栽培
ペペロンチーニの茂みは約30インチの高さになり、緑色の果実は熟すと赤色になる。通常長さ2-3インチの時点で果実を摘み取る。果実は明るい緑色で皺が多く、先端が尖っている。

## 利用
ペペロンチーニは、主にサンドイッチやサラダの具材や料理の付け合わせとして用いられる。また、ケバブにもしばしば用いられる。酢漬けの味が移るのを防ぐため、使う前には冷水ですすぐ。酢漬けにしたペペロンチーニは、明るい黄色から明るい黄緑色に変色する。